# غاري فيليكس
غاري فيليكس (بالإنجليزية: Gary Felix)‏ هو لاعب كرة قدم بريطاني في مركز الوسط، ولد في 31 أكتوبر 1957 في مانشستر في المملكة المتحدة. لعب مع نادي تشستر سيتي ونادي ويتون ألبيون.